# Xanthoparmelia mapholanengensis
Xanthoparmelia mapholanengensis är en lavart som beskrevs av Hale. Xanthoparmelia mapholanengensis ingår i släktet Xanthoparmelia och familjen Parmeliaceae.   Inga underarter finns listade i Catalogue of Life.